# سوني فروتشن
سوني فروتشن (بالإنجليزية: Sonny Fortune)‏ هو عازف فلوت ‏ وملحن أمريكي، ولد في 19 مايو 1939 في فيلادلفيا في الولايات المتحدة، وتوفي في 25 أكتوبر 2018 في نيويورك في الولايات المتحدة بسبب أمراض دماغية وعائية.

## وصلات خارجية
- الموقع الرسمي
- سوني فروتشن على موقع IMDb (الإنجليزية)
- سوني فروتشن على موقع ميوزك برينز (الإنجليزية)
- سوني فروتشن على موقع أول ميوزيك (الإنجليزية)
- سوني فروتشن على موقع ديسكوغز (الإنجليزية)